# Młodzieżowa Orkiestra Dęta w Gozdowie

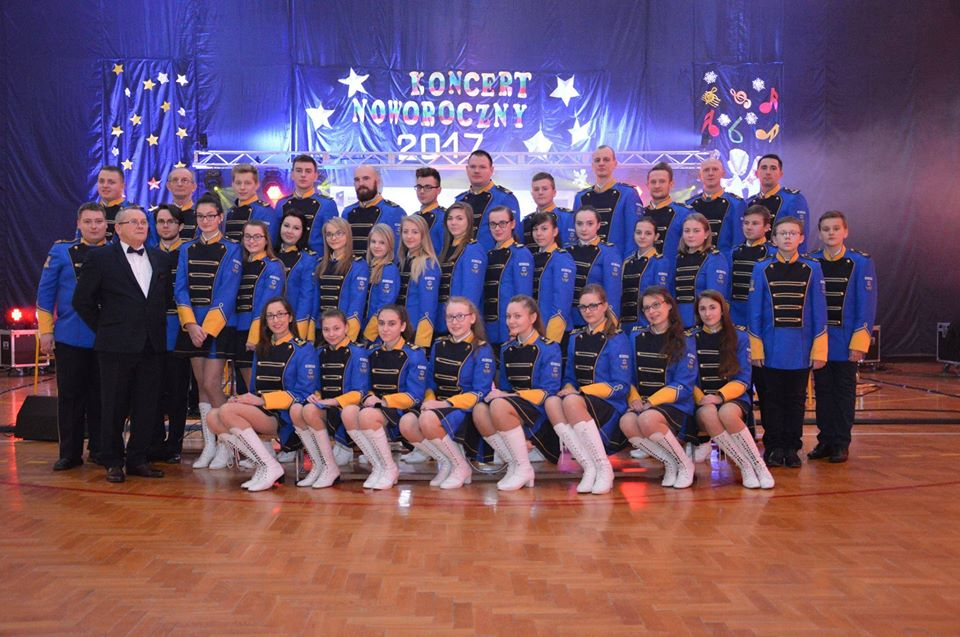
Orkiestra w 2017

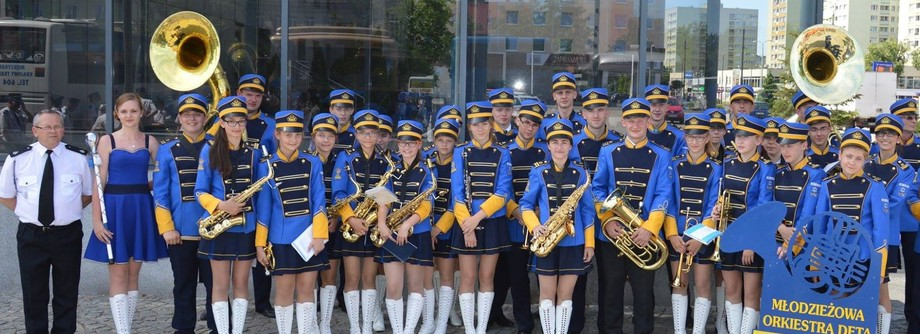
Orkiestra w 2015

Młodzieżowa Orkiestra Dęta OSP w Gozdowie – orkiestra strażacka działająca przy Ochotniczej Straży Pożarnej w Gozdowie (woj. mazowieckie).

## Początki
Orkiestra założona w styczniu 1993 roku z inicjatywy Teodora Wiśniewskiego. Od 2000 roku prowadzona przez dyrygenta Edwarda Wielgóckiego. Orkiestra Gozdowo nagrała dwie płyty z własnym wykonaniem utworów w 2012 i 2013 roku.
Orkiestra zadebiutowała 5 maja 1993 r. na Gminnym Zjeździe Delegatów Związków Kół Rolniczych w Gozdowie, a następnie 9 maja w kościele na mszy św. z okazji Dnia Strażaka. Pierwszy występ przed szerszą publicznością odbył się 20 czerwca tegoż roku, na Wojewódzkim Przeglądzie Orkiestr Dętych w Sierpcu, gdzie była najmłodszą występującą orkiestrą. W skład orkiestry wchodziło 15 osób. Instrumenty dla orkiestry przekazała OSP Kurowo. 
15 marca 1994 r. Społeczny Komitet Organizacyjny Orkiestry Dętej w Gozdowie ustalił, że orkiestra oficjalnie przejdzie pod patronat OSP Gozdowo. 15 maja 1994 r. orkiestra brała udział w Wojewódzkim Przeglądzie Orkiestr Dętych w Płocku. Otrzymała tam wyróżnienie oraz Puchar "Tygodnika Płockiego". Od 2012 roku orkiestra sukcesywnie przygotowuje Koncert Noworoczny, który odbywa się w Święto Trzech Króli.
Orkiestra brała udział w castingach 9. edycji programu muzycznego Must Be the Music. Ponadto uczestniczyła w reportażu w programie "WIEŚci z Mazowsza".

## Osiągnięcia
- 2019 – 5. miejsce na Ogólnopolskim Festiwalu Orkiestr OSP w Białymstoku w kategorii koncert+gra w marszu[1].
- 2018 – 1. miejsce na Regionalnym przeglądzie Orkiestr OSP RP w Ciechanowie w kategorii muzyka koncertowa
- 2017 – 4. miejsce na Ogólnopolskim Festiwalu Orkiestr OSP w Częstochowie
- 2016 – 2. miejsce w ogólnopolskiej klasyfikacji orkiestr strażackich po konkursach regionalnych.
- 2015 – 4. miejsce na Ogólnopolskim Festiwalu Orkiestr OSP w Płocku w kategorii musztra paradna
- 2014 – 1. miejsce na Regionalnym przeglądzie Orkiestr OSP RP w Ciechanowie w kategorii muzyka koncertowa

1. miejsce na I Powiatowym przeglądzie orkiestr powiatu Sierpeckiego w kategorii muzyka koncertowa
- 2013 – 5. miejsce w musztrze paradnej w Wiśle na XXII Ogólnopolskim Festiwalu Orkiestr OSP

8. miejsce na XXII Ogólnopolskim Festiwalu Orkiestr OSP w Wiśle w kategorii muzyka koncertowa
1. miejsce na Mazowieckim przeglądzie na najlepszą orkiestrę Mazowsza w Wyszogrodzie
- 2012 – 1. miejsce na Mazowieckim przeglądzie Orkiestr OSP RP w Sochaczewie w kategorii muzyka koncertowa, marszowa i musztra paradna

1. miejsce na Regionalnym przeglądzie Orkiestr OSP RP w Suwałkach w kategorii muzyka koncertowa, parada marszowa i musztra paradna
- 2011 – 2. miejsce w pokazie musztry paradnej w XXI Ogólnopolskim Festiwalu Orkiestr OSP w Krynicy-Zdroju
- 2008 – 1. miejsce w IV Międzypowiatowym Przeglądzie Orkiestr OSP w Gąbinie

3. miejsce w Wojewódzkim Przeglądzie OSP w Ostrołęce
- 2006 – 2. miejsce na III Międzypowiatowym Przeglądzie Orkiestr OSP RP w Gozdowie

2. miejsce w muzyce marszowej na Przeglądzie Regionalnym w Siemiatyczach
- 2004 – 1. miejsce na II Międzypowiatowym Przeglądzie Orkiestr OSP RP w Płocku

1. miejsce na Wojewódzkim Przeglądzie Orkiestr OSP RP w Radomiu
2. miejsce na Regionalnym Przeglądzie Orkiestr OSP RP w Polanicy Zdroju.